# Арат (лунный кратер)
Кратер Арат (лат. Aratus) — маленький ударный кратер в северной части гор Апеннины на видимой стороне Луны. Название дано в честь древнегреческого астронома Арата из Сол (315 до н. э. —240 до н. э.) и утверждено Международным астрономическим союзом в 1935 г.

## Описание кратера

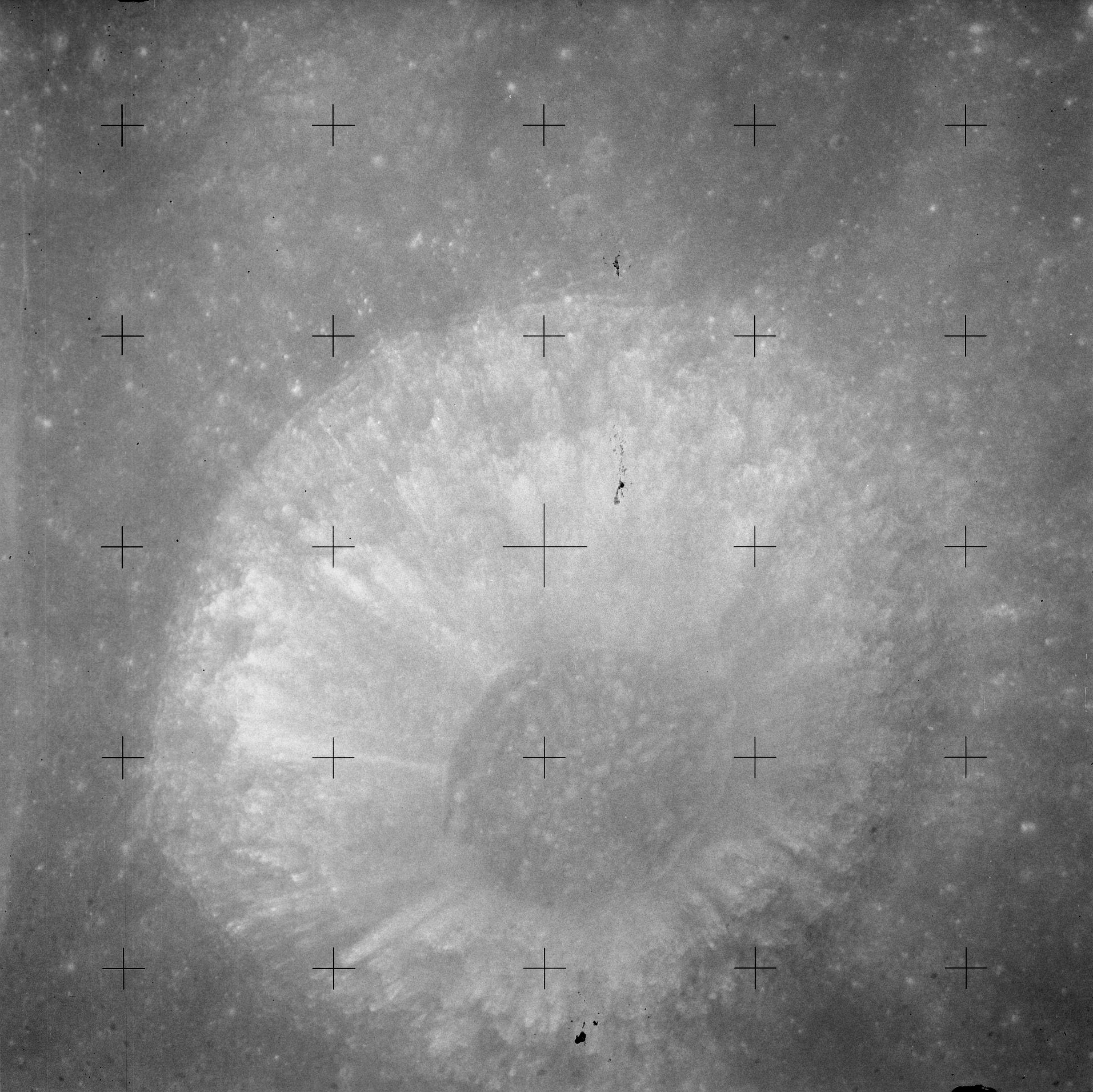
Снимок с борта Аполлон-15.

На севере от кратера находится безымянный пик высотой около 1900 м. Ближайшим соседом кратера является кратер Конон на юго-западе. Селенографические координаты центра кратера — 23°35′ с. ш. 4°31′ в. д. / 23,58° с. ш. 4,51° в. д., диаметр — 10,2 км, глубина — 1,88 км.
Кратер имеет циркулярную чашеобразную форму с небольшим участком плоского дна и высокое альбедо, являясь одним из наиболее ярких объектов на видимой стороне Луны. Высота вала над окружающей местностью составляет 370 м, объем кратера — 40 км3. По морфологическим признакам кратер относится к типу Био (по названию кратера Био, являющегося характерным представителем этого типа).

## Сателлитные кратеры
| Арат | Координаты                                            | Диаметр, км |
| ---- | ----------------------------------------------------- | ----------- |
| B    | 24°11′ с. ш. 5°26′ в. д. / 24,18° с. ш. 5,43° в. д.   | 6,7         |
| C    | 24°05′ с. ш. 9°28′ в. д. / 24,08° с. ш. 9,46° в. д.   | 3,6         |
| CA   | 24°34′ с. ш. 11°11′ в. д. / 24,56° с. ш. 11,18° в. д. | 2,1         |
| D    | 24°22′ с. ш. 8°37′ в. д. / 24,37° с. ш. 8,61° в. д.   | 4,0         |

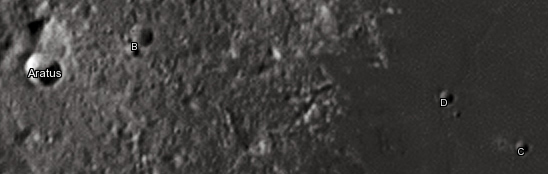
Снимок Девида Кемпбелла.

- Сателлитный кратер Арат А в 1973 г. переименован в кратер Гален.

- В сателлитном кратере Арат С зарегистрированы термальные аномалии во время лунных затмений. Это явление объясняется небольшим возрастом кратера и отсутствием достаточного слоя реголита, оказывающего термоизолирующее действие.

- Под сателлитным кратером Арат CA понимается три соединенных понижения местности, каждое из которых получила в 1976 г. собственное наименование, приведенное в показанной ниже таблице. Предположительно эти понижения местности являются вулканическим жерлом. Район, занятый этими структурами, имеет размеры 9,5 × 3 км, глубина структур — около 400 м. Кратер упомянут в списке необычных структур в публикации «APOLLO OVER THE MOON: A VIEW FROM ORBIT (NASA SP-362)»[5].

| Структура        | Селенографические координаты                          | Длина   | Эпоним                |
| ---------------- | ----------------------------------------------------- | ------- | --------------------- |
| Борозда Сунь-Мей | 24°35′ с. ш. 11°17′ в. д. / 24,59° с. ш. 11,28° в. д. | 3,88 км | Китайское женское имя |
| Долина Кристель  | 24°32′ с. ш. 11°02′ в. д. / 24,54° с. ш. 11,04° в. д. | 2,1 км  | Немецкое женское имя  |
| Долина Кришна    | 24°30′ с. ш. 11°16′ в. д. / 24,5° с. ш. 11,26° в. д.  | 2,9 км  | Индийское мужское имя |

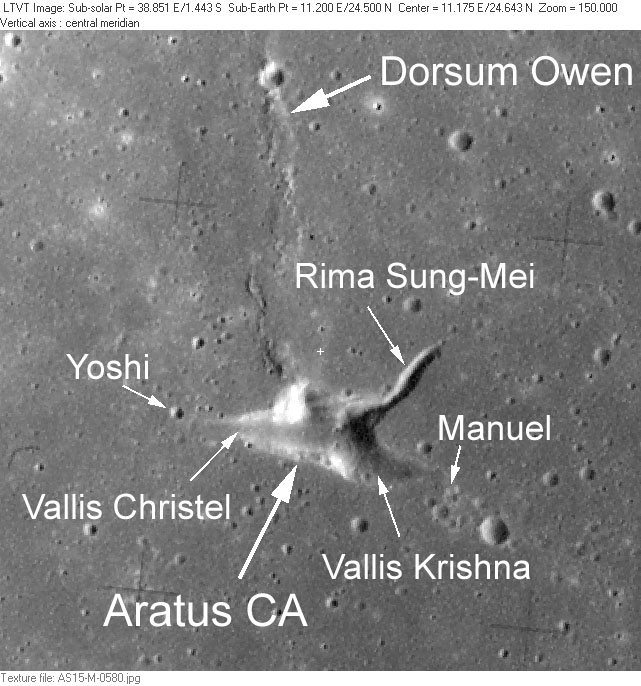
Снимок с борта Аполлон-15.

Два маленьких кратера вблизи от данных структур также получили собственные имена — кратер Мануэль на востоке и кратер Йоши на западе. На севере от структур находится гряда Оуэна.
На некоторых топографических картах сателлитный кратер Арат CA обозначен как кратер Лорка (лат. Lorca), однако это наименование не было официально утверждено Международным астрономическим союзом.
- Снимок сателлитного кратера Арат D (больший кратер на снимке, фотография с борта Аполлона-15):

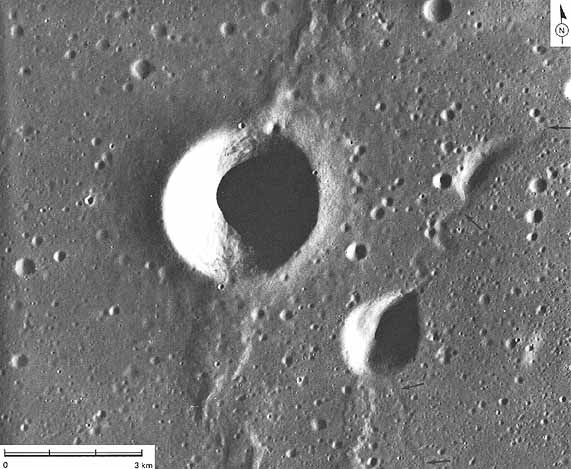
Снимок с борта Аполлон-15.